# Regierung Walpole

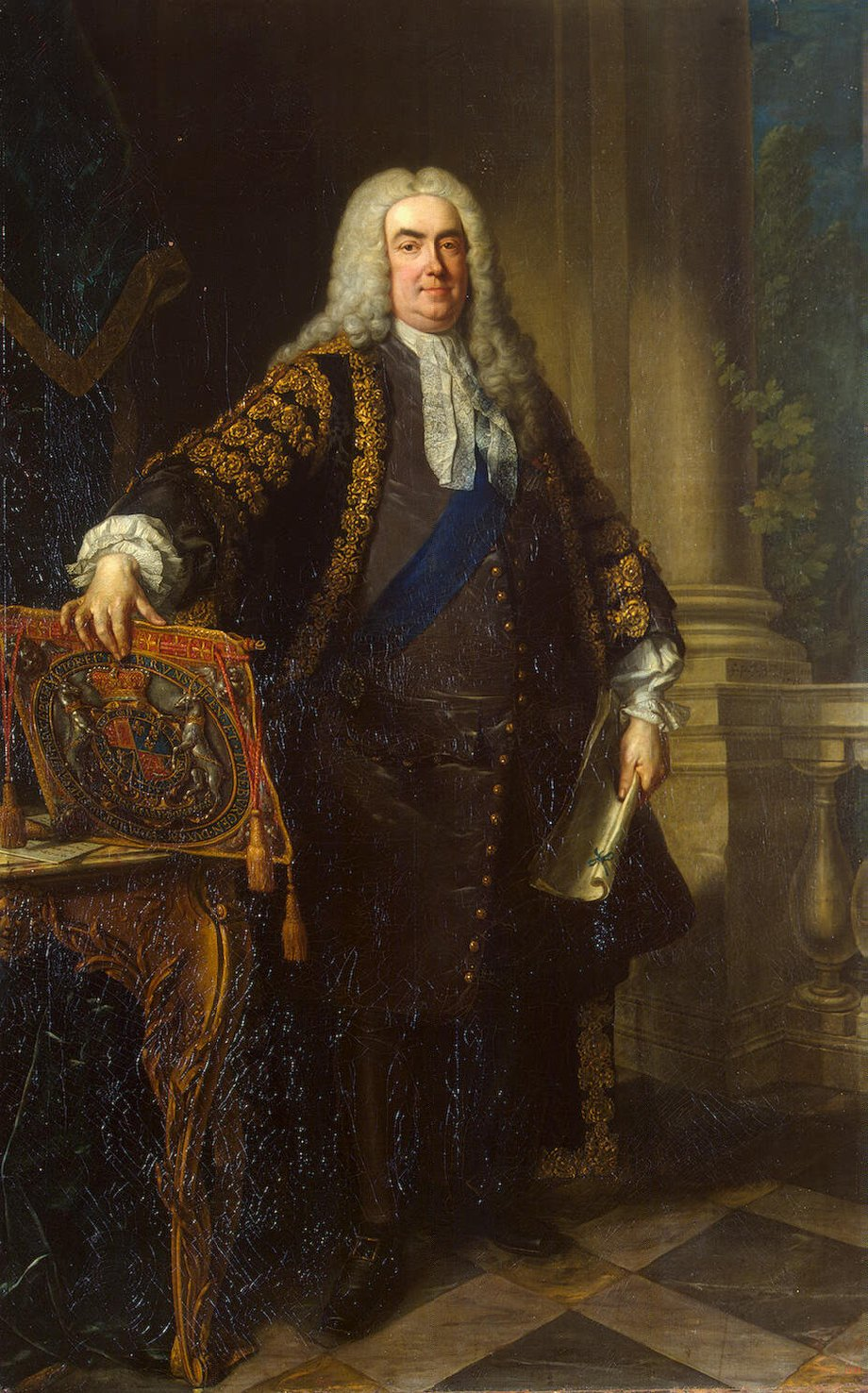
Robert Walpole wurde 1721 erster Premierminister Großbritanniens und bekleidete dieses Amt fast 21 Jahre lang bis 1742.

Die Regierung Walpole war die Regierung im Königreich Großbritannien in der Zeit vom 15. Mai 1730 bis zum 11. Februar 1742.
Die Regierung wurde von Robert Walpole geleitet, der seit dem 4. April 1721 formell erster Premierminister war. Die Regierung löste die Regierung Walpole–Townshend ab und bestand ausschließlich aus Mitgliedern der liberalen Whigs, die seit den Wahlen zum Unterhaus (House of Commons) von 14. August bis 17. Oktober 1727 mit 415 der 558 Parlamentssitze über eine deutliche absolute Mehrheit verfügten. Die konservativen Tories unter Henry St. John, 1. Viscount Bolingbroke stellten nur noch 128 Abgeordnete, während auf die Patriot Whigs, eine Abspaltung der Whigs unter William Pulteney, auf 15 Mitglieder des Unterhauses kamen. Am 11. Februar 1742 wurde die Regierung Walpole durch die Regierung Carteret abgelöst, nachdem es zuvor zu einem Misstrauensvotum gekommen war, das die Regierung mit 235 zu 236 Stimmen knapp verlor.

## Regierungsjahre 1730 bis 1742

### Unterhauswahlen 1734 und 1741
Bei den Unterhauswahlen vom 24. April bis 6. Juni 1734 verloren die Whigs unter Premierminister Walpole zwar 85 Mandate, hatten mit 330 Sitzen aber nach wie vor eine absolute Mehrheit von 330 der 558 Mandate im House of Commons. Die Tories unter Henry St. John, 1. Viscount Bolingbroke, kamen mit einem Zugewinn von 17 Mandaten auf 145 Parlamentssitze, während die Patriot Whigs unter William Pulteney sogar 68 Sitze hinzugewann und nunmehr mit 83 Mitgliedern im Unterhaus vertreten war.
Sieben Jahre später fanden vom 30. April bis 11. Juni 1741 die nächsten Unterhauswahlen statt, bei denen die regierenden Whigs deutliche Verluste von 44 Mandaten hinnehmen mussten. Mit 286 der 558 Sitze im House of Commons verfügte die Regierung nur noch über eine knappe absolute Mehrheit. Die konservativen Tories, nunmehr unter der Führung von Sir Watkin Williams-Wynn, 3. Baronet verlor neun Mandate und kam auf 136 Sitze, während die Patriot Whigs unter William Pulteney 48 Mandate hinzugewannen und nunmehr mit 131 Sitzen im Unterhaus vertreten waren.

### Innenpolitische Ereignisse
Im Mai 1736 kam es zur Aufhebung der Hexengesetze. Am 20. November 1737 verstarb Königin Caroline, die Gemahlin von König Georg II. und Förderin von Schriftstellern wie Alexander Pope und John Gay, in London. Die Königin war eine geschätzte Ratgeberin des Königs für staatliche Angelegenheiten und fungierte als Regentin während dessen Auslandsreisen. Der von Trauer erfüllte König soll gesagt haben, dass er nie wieder heiraten und nur noch Mätressen nehmen würde.
1733 scheiterte Walpole mit seinem Vorhaben, eine Akzisesteuer (Verbrauchssteuer) auf Wein und Tabak einzuführen, um die Grundsteuer senken zu können. Der Plan musste gegen den Widerstand einer heftig opponierenden Öffentlichkeit aufgegeben werden. Der Vorgang zeigt nachdrücklich, wie in der Öffentlichkeit artikulierte Interessen zum unüberwindlichen Hindernis für die Regierung werden können. Durch das Licensing Act wurde 1737 die Zahl der Theater in London eingeschränkt. Am 9. Januar 1742 wurde Robert Walpole zum 1. Earl of Orford erhoben und tritt einen Monat später am 11. Februar 1742 nach 21 Jahren Amtszeit als Premierminister sowie als Erster Lord des Schatzamtes und Schatzkanzler zurück.

### War of Jenkins’ Earund außenpolitische Ereignisse

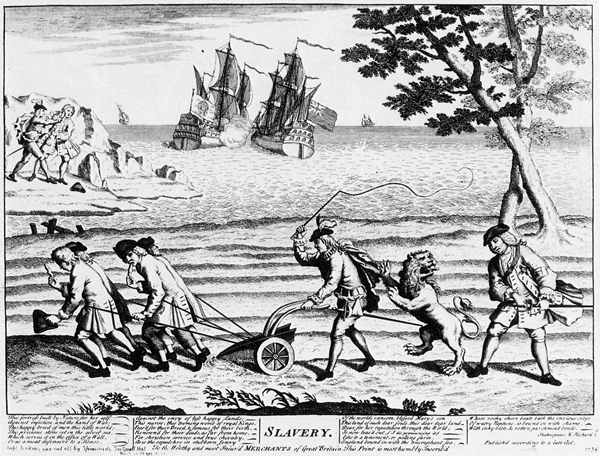
Walpole treibt den britischen Löwen hinter einem spanischen Pflüger her, der vier britische Handelsmatrosen vorgespannt hat. Im Hintergrund verliert Robert Jenkins sein Ohr, während ein britisches Kriegsschiff im Kampf gegen ein spanisches Schiff den Kürzeren zieht (englische Karikatur, 1738)

Durch den Vertrag von Escurial begründeten Frankreich und Spanien am 7. November 1733 eine anti-britische Allianz und garantierten sich gegenseitig ihre Besitztümer. Der Vertrag erklärte zudem die unteilbare Vereinigung der Zweige der Familie Habsburg.
Die parlamentarische Debatte zur Affäre über das Ohr von Kapitän Robert Jenkins, in der Jenkins auch das konservierte Ohr im House of Commons zeigte, führten am 28. März 1738 zu Rufen nach einem Krieg gegen Spanien. 1731 wurde Jenkins, Kapitän eines Handelsschiffs, von Soldaten der spanischen Küstenwache in Havanna wegen Handels unter Missachtung des spanischen Monopols ein Ohr abgeschnitten. Niemand hielt es während der Parlamentsdebatte für nötig nachzuprüfen, ob dem streitbaren Kapitän tatsächlich ein Ohr unter seiner Perücke fehlte. Jedenfalls berichtete dieser, dass sein Schiff, die Brigg Rebecca, unter Missachtung internationaler Regelungen von den Spaniern untersucht worden sei und dass seine „Besucher“ ihm als Entgegnung auf seine Proteste das Ohr abgerissen hätten. Das ganze englische Volk forderte Rache. Walpole musste sich nach der öffentlichen Meinung richten. Am 8. Oktober 1739 kam es gegen den Willen Walpoles schließlich zur Kriegserklärung gegenüber Spanien, das zuvor die Anerkennung des auf dem Vertrag von Sevilla gestützte Konvention von Pardo verweigert hatte. Die am 3. Januar 1739 geschlossene Konvention bemühte sich den britisch-spanischen Konflikt über den Sklavenhandel (Asiento de Negros) und Schiffstransporte zu lösen, allerdings beharrte Spanien auf sein Recht, britische Schiffe nach Schmuggelware zu durchsuchen. Die ursprünglich zugesagte Abberufung der Mediterranean Fleet, der britischen Flotte im Mittelmeer, wurde daraufhin am 14. Januar 1739 widerrufen. Die Mittelmeerflotte wurde erst ein Jahr zuvor am 9. Mai 1738 wieder in Dienst gestellt, wobei deren Schiffe ebenfalls zu den Westindischen Inseln gesandt wurden und nach Grenzkonflikten mit Spanien auch Truppen zur Kolonie Georgia in Nordamerika transportierte. Die Situation führte schließlich am 19. Oktober 1739 zum Beginn des War of Jenkins’ Ear, dem Krieg um Jenkins’ Ohr. Im November 1739 nahm Admiral Edward Vernon Puerto Belo im heutigen Panama von den Spanien ein. Walpole versuchte vergeblich, seine Friedenspolitik in dieser Zeit entstehender handelspolitischer Gegensätze vor allem in der Karibik fortzusetzen., erlitt jedoch eine deutliche Schmälerung seiner innenpolitischen Machtstellung. Die Kriegserklärung ließ nicht nur die aggressive Variante des britischen Merkantilismus zum Durchbruch kommen, sondern ist auch verfassungsgeschichtlich bedeutsam, weil sie plebiszitäre Züge in der Politik verstärkte. 1740 verließ George Anson als Kommodore eines Pazifikgeschwaders mit sechs Schiffen England für eine Weltumsegelung. 1741 griffen britische Truppen Kuba an, verfehlten aber die Eroberung. Der erfolglose Krieg um Jenkins’ Ohr, dem der Österreichische Erbfolgekrieg folgte, kostete schließlich dem Kriegsgegner Walpole die Stellung.

## Mitglieder des Kabinetts
| Amt                                                                       | Amtsinhaber | Beginn der Amtszeit                                                | Ende der Amtszeit                                                          |
| ------------------------------------------------------------------------- | --- | ------------------------------------------------------------------ | -------------------------------------------------------------------------- |
| Prime Minister (Premierminister)                                          | Sir Robert Walpole | 15. Mai 1730                                                       | 11. Februar 1742                                                           |
| First Lord of the Treasury (Erster Lord des Schatzamtes)                  | Sir Robert Walpole | 15. Mai 1730                                                       | 11. Februar 1742                                                           |
| Chancellor of the Exchequer (Schatzkanzler)                               | Sir Robert Walpole | 15. Mai 1730                                                       | 11. Februar 1742                                                           |
| Secretary of State in Southern Department (Staatssekretär für den Süden)  | Thomas Pelham-Holles, 1. Duke of Newcastle-upon-Tyne | 15. Mai 1730                                                       | 11. Februar 1742                                                           |
| Secretary of State in Northern Department (Staatssekretär für den Norden) | William Stanhope, 1. Earl of Harrington | 19. Juni 1730                                                      | 11. Februar 1742                                                           |
| Lord Chancellor (Lordkanzler)                                             | Peter King, 1. Baron King Charles Talbot, 1. Baron Talbot of Hensol Philip Yorke, 1. Earl of Hardwicke                                                                                   | 15. Mai 1730 29. November 1733 21. Februar 1737                    | 29. November 1733 14. Februar 1737 11. Februar 1742                        |
| Lord Privy Seal (Lordsiegelbewahrer)                                      | Spencer Compton, 1. Earl of Wilmington William Cavendish, 3. Duke of Devonshire Henry Lowther, 3. Viscount Lonsdale Francis Godolphin, 2. Earl of Godolphin John Hervey, 2. Baron Hervey | 15. Mai 1730 12. Juni 1730 8. Mai 1733 15. Mai 1735 19. April 1740 | 21. Dezember 1730 8. Mai 1733 15. Mai 1735 19. April 1740 11. Februar 1742 |
| Lord President of the Council (Präsident des Geheimen Kronrates)          | Thomas Trevor, 1. Baron Trevor Spencer Compton, 1. Earl of Wilmington | 15. Mai 1730 31. Dezember 1730                                     | 19. Juni 1730 11. Februar 1742                                             |
| Master General of the Ordnance (Generalfeldzeugmeister)                   | John Campbell, 2. Duke of Argyll John Montagu, 2. Duke of Montagu | 15. Mai 1730 10. Mai 1740                                          | 10. Mai 1740 11. Februar 1742                                              |
| First Lord of the Admiralty (Erster Lord der Admiralität)                 | George Byng, 1. Viscount Torrington Sir Charles Wager | 15. Mai 1730 1733                                                  | 1733 11. Februar 1742                                                      |
| Paymaster of the Forces (Zahlmeister der Streitkräfte)                    | Henry Pelham | 15. Mai 1730                                                       | 11. Februar 1742                                                           |
| Lord Steward of the Household (Oberhofmarschall)                          | Philip Stanhope, 4. Earl of Chesterfield William Cavendish, 3. Duke of Devonshire Lionel Sackville, 1. Duke of Dorset                                                                    | 15. Mai 1730 8. Mai 1733 9. April 1737                             | 8. Mai 1733 9. April 1737 11. Februar 1742                                 |
| Lord Chamberlain of the Household (Oberkammerherr)                        | Charles FitzRoy, 2. Duke of Grafton | 15. Mai 1730                                                       | 11. Februar 1742                                                           |

## Hintergrundliteratur
- England im 18. Jahrhundert, in: Weltgeschichte in Bildern. Die innere Entwicklung der europäischen Staaten im 18. Jahrhundert, Gondrom Verlag, Bayreuth 1981, ISBN 3-8112-0242-1
- Chris Cook, John Stevenson: British Historical Facts 1688–1760, Macmillan 1988, S. 39–40
- Paul Langford: A Polite and Commercial People: England 1727–1783, Clarendon Press, 1998, ISBN 978-0-19-820733-7, S. 56 (Onlineversion)
- Heinrich Pleticha (Herausgeber): Weltgeschichte. Aufklärung und Revolution. Europa im 17. und 18. Jahrhundert, Bertelsmann Lexikon Verlag, Gütersloh 1996, ISBN 3-577-15008-4
- Ulrike Müller-Kaspar (Herausgeberin): Die Jahrtausendbibliothek. Das Achtzehnte Jahrhundert, Tosa Verlag, Wien 1999
- Chambers Dictionary of World History, Chambers Harrap 2002, ISBN 0-550-13000-4
- Hywell Williams (Herausgeber): The Early Modern World 1450–1799, in: Cassell’s Chronology of World History. Dates, Events and Ideas that Made History, Weidenfeld & Nicolson, London 2005, ISBN 0-304-35730-8
- Der Große Ploetz. Die Enzyklopädie der Weltgeschichte, Verlag Vandenhoeck & Ruprecht, 35. Auflage, 2008, ISBN 978-3-525-32008-2